# Polisportiva Turris 1966-1967
Questa voce raccoglie le informazioni riguardanti la Polisportiva Turris nelle competizioni ufficiali della stagione 1966-1967.

## Rosa
| N. |                   | Ruolo | Calciatore          |
| -- | ----------------- | ----- | ------------------- |
|    | Italia (bandiera) |       | Francesco Cammarota |
|    | Italia (bandiera) |       | Vincenzo Candurro   |
|    | Italia (bandiera) |       | Alberto De Gobbi    |
|    | Italia (bandiera) |       | Antonio De Vita     |
|    | Italia (bandiera) |       | Giovanni Donzetti   |
|    | Italia (bandiera) |       | Alberto Finamore    |
|    | Italia (bandiera) |       | Paolo Ghidi         |
|    | Italia (bandiera) |       | Sergio Parlato      |
|    | Italia (bandiera) |       | Giorgio Pasetto     |

| N. |                   | Ruolo | Calciatore        |
| -- | ----------------- | ----- | ----------------- |
|    | Italia (bandiera) |       | Ruggiero          |
|    | Italia (bandiera) |       | Mario Russo       |
|    | Italia (bandiera) |       | Strato Salemme    |
|    | Italia (bandiera) |       | Elio Sammauro     |
|    | Italia (bandiera) |       | Mario Sommella    |
|    | Italia (bandiera) |       | Luigi Spinosa     |
|    | Italia (bandiera) |       | Francesco Tortora |
|    | Italia (bandiera) | P     | Mario Ventimiglia |